# SpaceX CRS-2
SpaceX CRS-2 (также известный как SpX-2) — четвёртый полёт автоматического грузового корабля Dragon компании SpaceX. Второй полёт в программе снабжения МКС, выполненный SpaceX по контракту Commercial Resupply Services (CRS) с NASA.

### Запуск
Запуск состоялся 1 марта 2013 года в 15:10 UTC.
Это был пятый и последний запуск ракеты-носителя Falcon 9 версии v1.0. В последующих миссиях использовалась новая версия v1.1.
Через 3 минуты 52 секунды после старта отсоединился защитный носовой обтекатель корабля. Через 35 секунд после выключения двигателя верхней ступени Falcon 9 космический корабль Dragon отсоединился, достигнув целевой орбиты с параметрами 199 х 321 км.

### Сближение и стыковка
Вскоре после достижения орбиты на грузовом корабле Dragon был обнаружен серьёзный сбой — при инициации маневровых двигателей Draco, включился только один блок двигателей из четырёх. По данным SpaceX, проблема возникла из-за нештатного давления в баке окислителя. Вследствие этого корабль перешёл в аварийный пассивный режим, все дальнейшие орбитальные операции были автоматически прекращены, в частности, не произошло раскрытие панелей солнечных батарей, из-за чего полёт к МКС оказался под вопросом. По словам Илона Маска, раскрытие солнечных батарей не происходит, если как минимум 2 блока двигателей не активируются. Это сделано в целях того, чтобы крылья случайно не повредились о верхнюю ступень ракеты-носителя, в случае, если корабль не отошёл от неё на достаточное расстояние. В 16:38 Маск написал о том, что давление в баке окислителя блока двигателей № 3 нормализовалось, и ожидается раскрытие панелей солнечных батарей. В 16:49 панели батарей успешно раскрылись. В 21:04 было сообщено, что все 4 блока двигателей работают в штатном режиме и все системы корабля готовы к дальнейшему сближению с МКС.
Из-за значительной задержки, корабль не смог вовремя добраться до МКС, в связи с этим NASA перенесла стыковку с субботы 2 марта на воскресенье 3 марта.
3 марта космический корабль достиг станции и в 10:31 UTC, на высоте около 410 км, был захвачен манипулятором Канадарм-2, которым управляли астронавты Кевин Форд и Томас Маршбёрн, а затем был пристыкован к модулю Гармония в 13:56 UTC.
Люк корабля был открыт в 18:14 UTC.
6 марта с помощью манипулятора Канадарм-2 был извлечён груз из негерметического контейнера.

### Полезная нагрузка
Dragon доставил на МКС 677 килограммов полезного груза (575 кг без учёта упаковки) в герметичном отсеке, в том числе:
- Провизия и вещи для экипажа — 81 кг;
- Материалы для научных исследований:
  - CSA — 11 кг,
  - ESA — 11 кг,
  - JAXA — 3 кг.
  - NASA — 323 кг.
- Оборудование для выхода в открытый космос — 3 кг;
- Оборудование и детали станции — 135 кг;
- Компьютеры и комплектующие — 8 кг;
- Российский груз — 0,3 кг.

Впервые доставлен груз в негерметичном контейнере. Доставлены 2 Heat Rejection Subsystem Grapple Fixtures (HRSGFs) — специальные механизмы для захвата манипулятором МКС Канадарм-2, которые будут установлены на радиаторы станции во время будущих выходов в открытый космос, и будут использованы в дальнейшем, для перемещения или ремонта радиаторов, в случае необходимости. Пара механизмов весит 273 кг, ещё около 100 кг весят крепежные структуры, специально изготовленные SpaceX, которые удерживают груз на дне контейнера.
Обратно на Землю Dragon вернул 1370 килограммов полезного груза (1210 кг без учёта упаковки), в том числе:
- Вещи экипажа — 95 кг;
- Материалы научных исследований — 660 кг;
- Оборудование и детали станции — 401 кг;
- Оборудование для выхода в открытый космос — 38 кг;
- Российский груз — 16 кг.

### Отстыковка и возвращение
Отстыковка корабля была отложена на сутки из-за шторма в районе ожидаемого приводнения.
26 марта в 08:10 UTC SpX-2 был отстыкован от модуля Гармония манипулятором Канадарм-2 командами диспетчеров с Земли. В 10:56 UTC Dragon освободился от манипулятора, а в 15:42 UTC началось 10-минутное включение двигателей для финального снижения перед вхождением в атмосферу. Скорость снижения в течение этого времени составляет около 100 м/с. Спустя 19 минут был отсоединён контейнер, который впоследствии сгорел в атмосфере.
В 16:34 UTC космический корабль приводнился на расстоянии около 385 км от берегов Калифорнии.

## Галерея

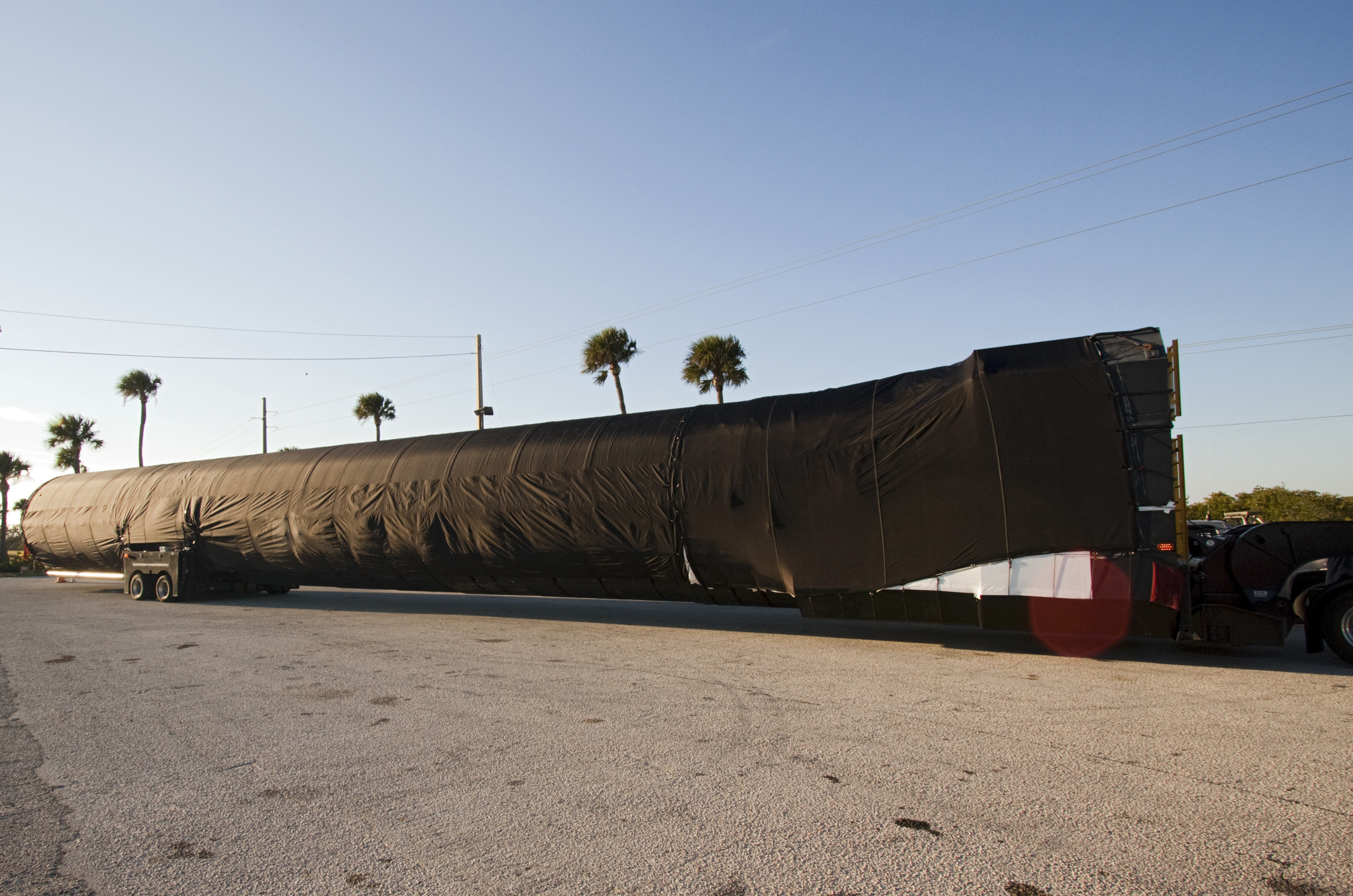
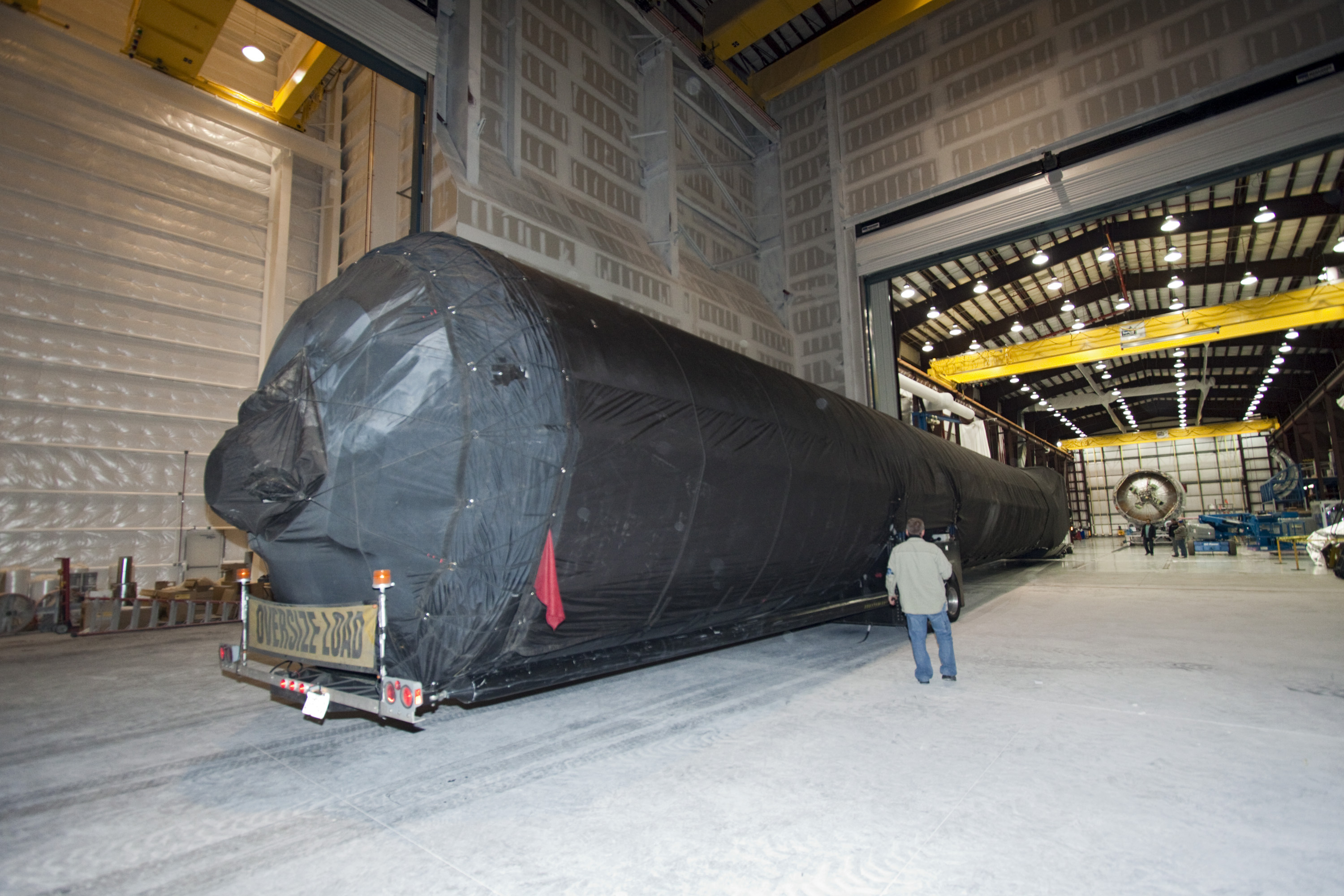
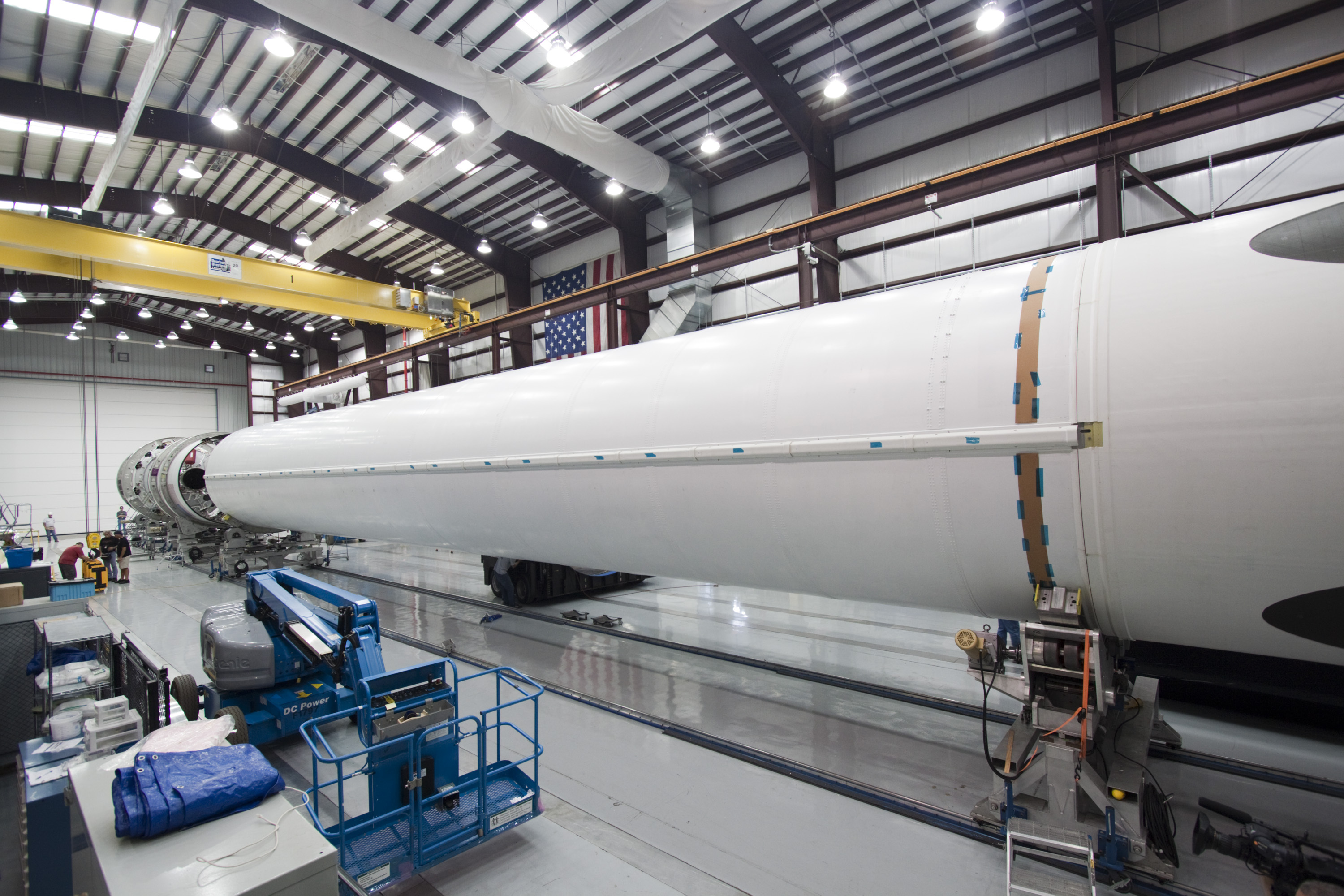
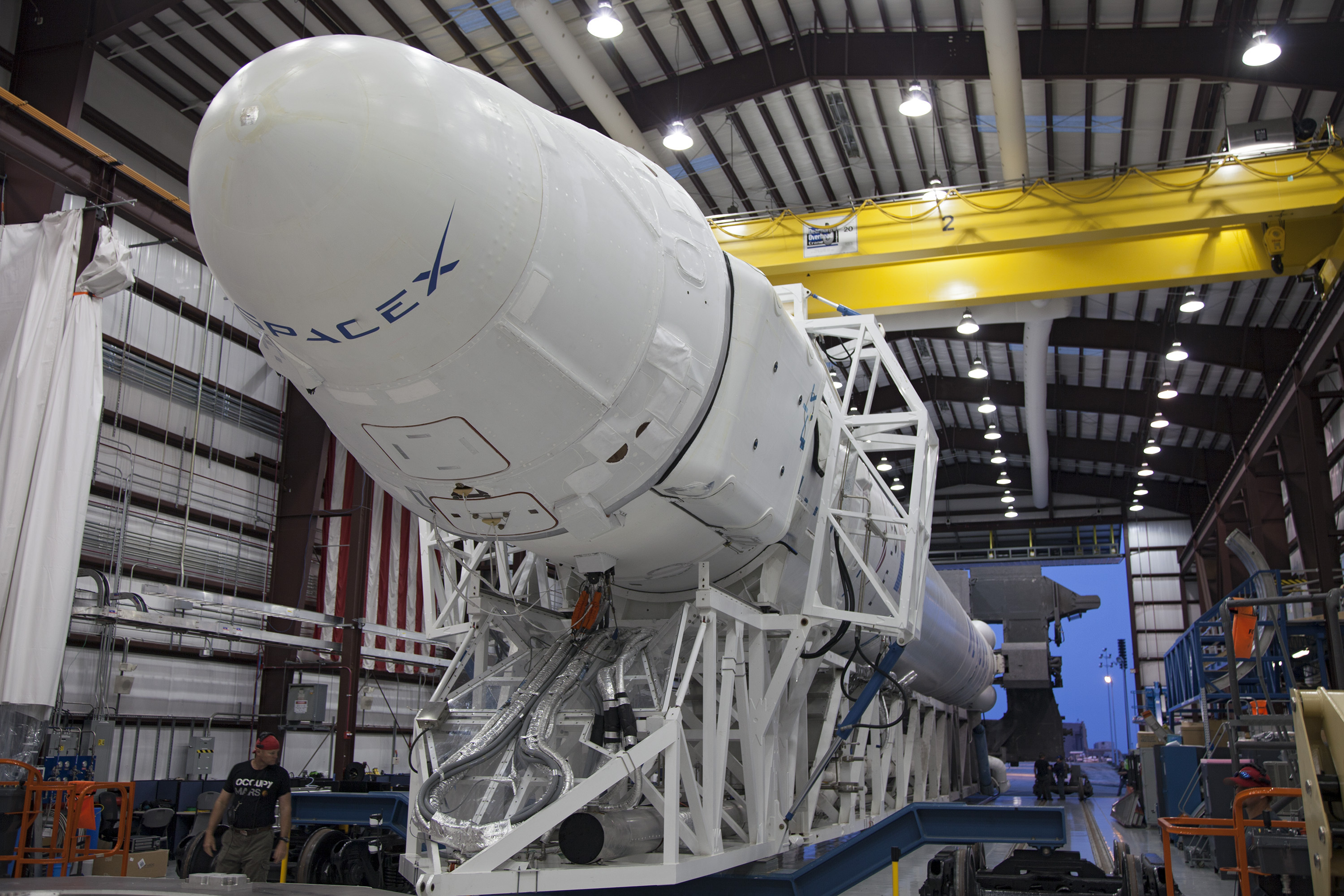
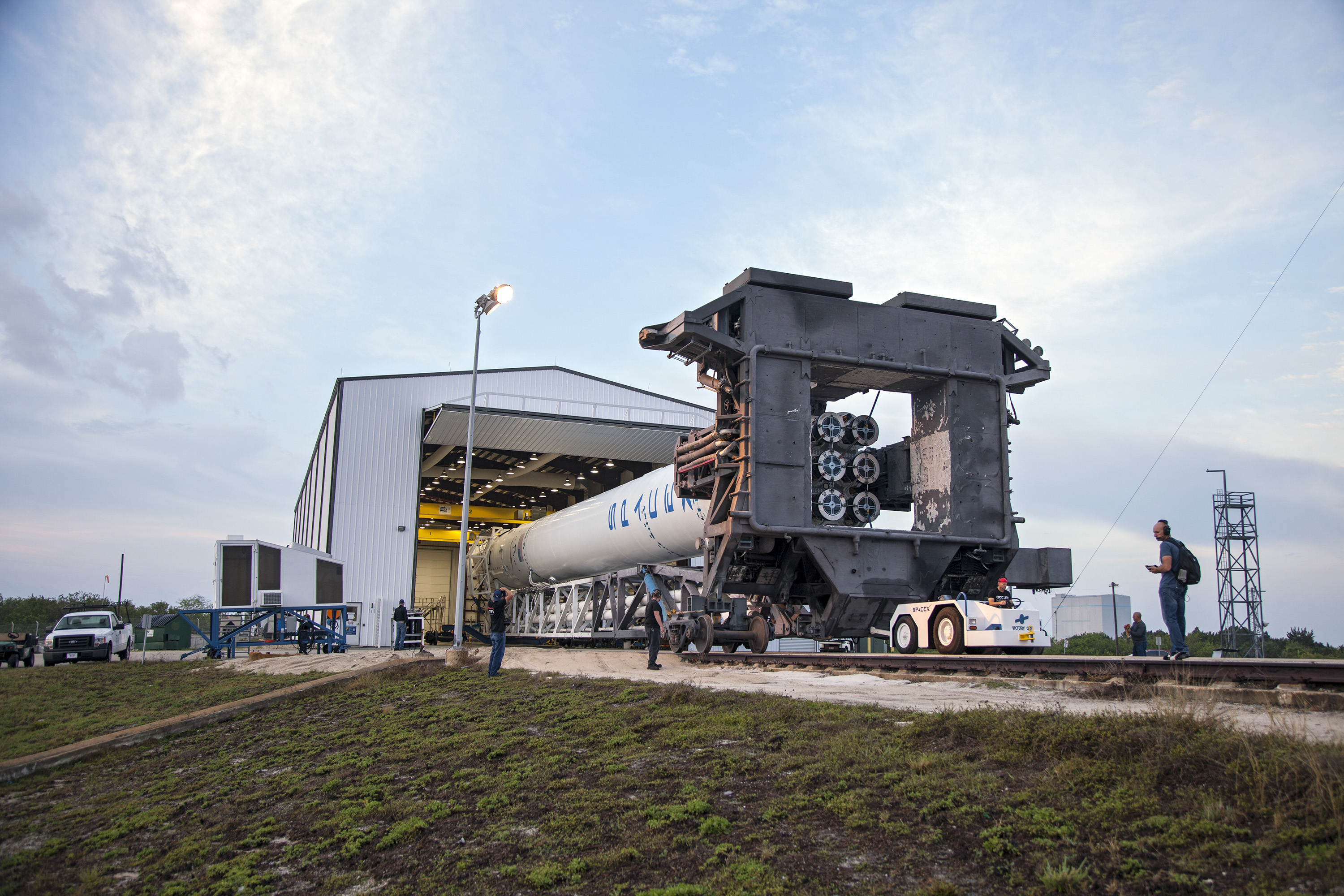
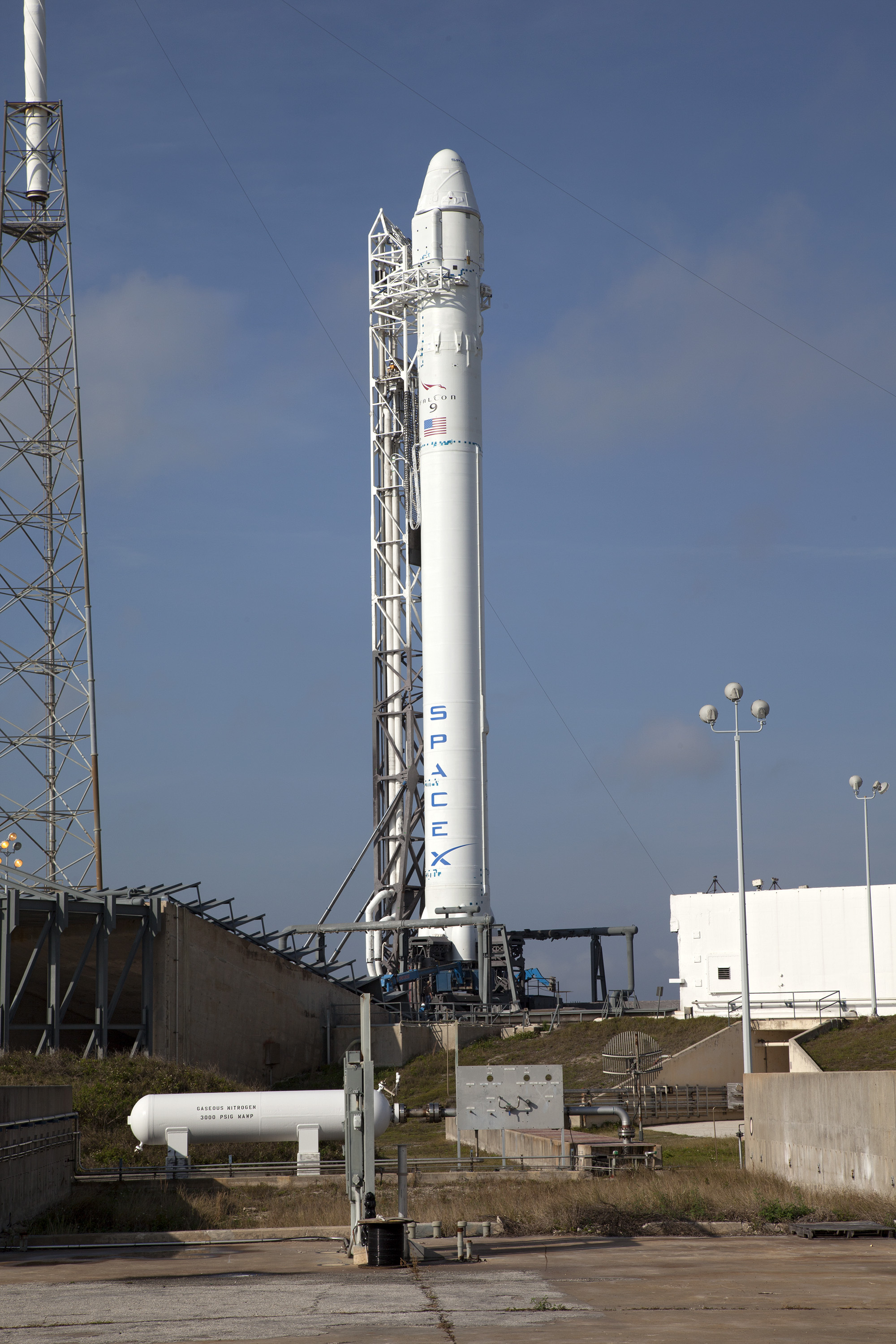
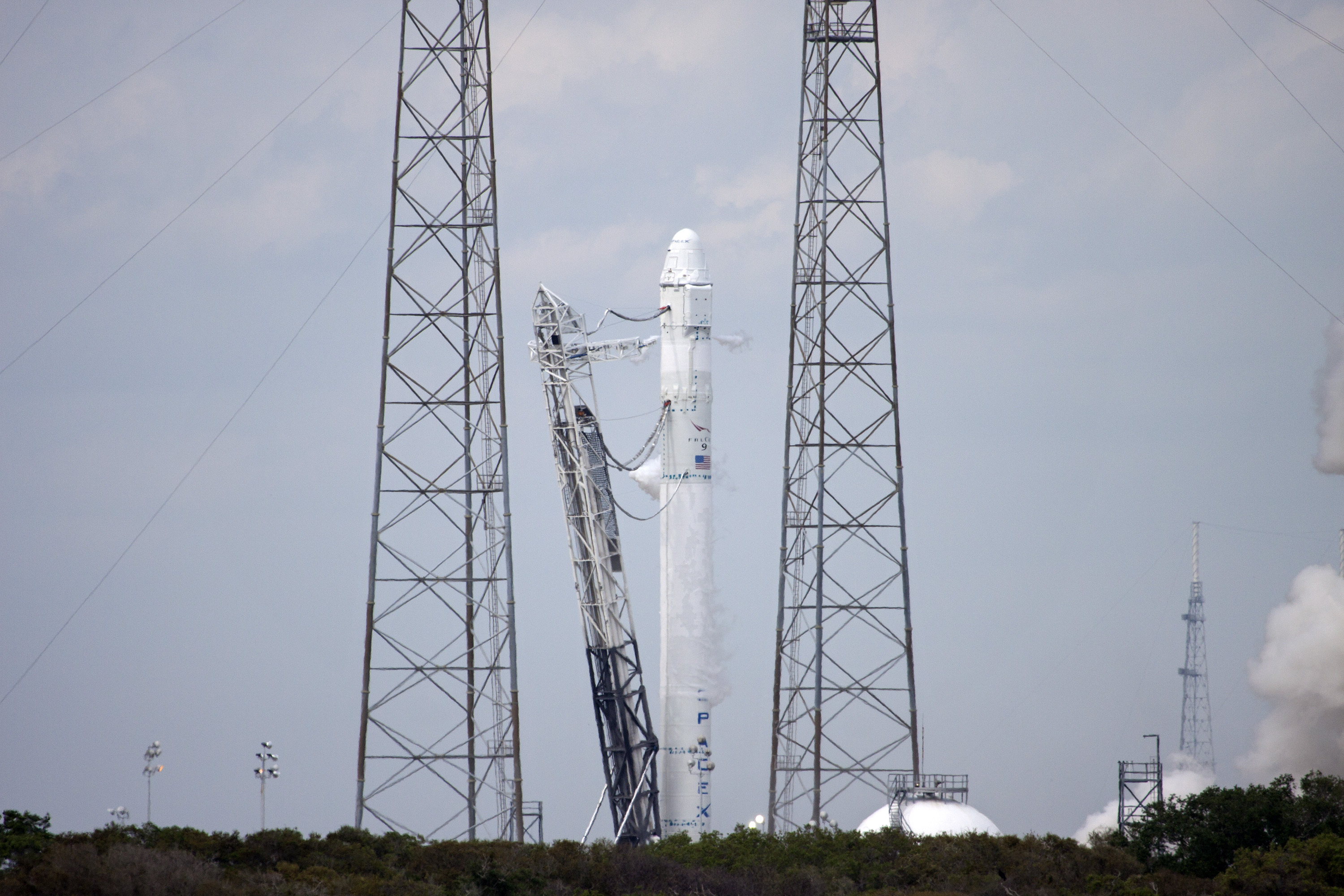
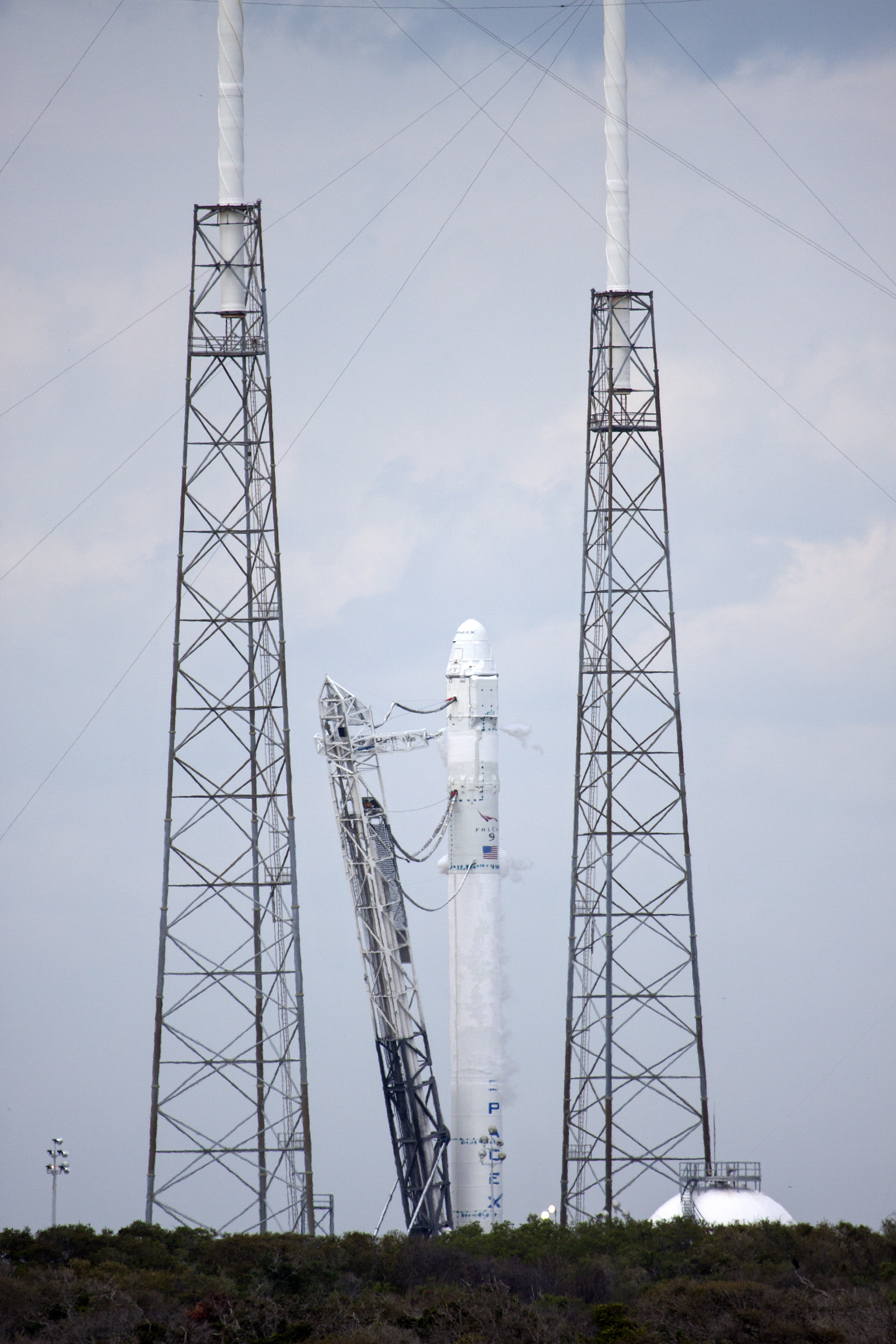
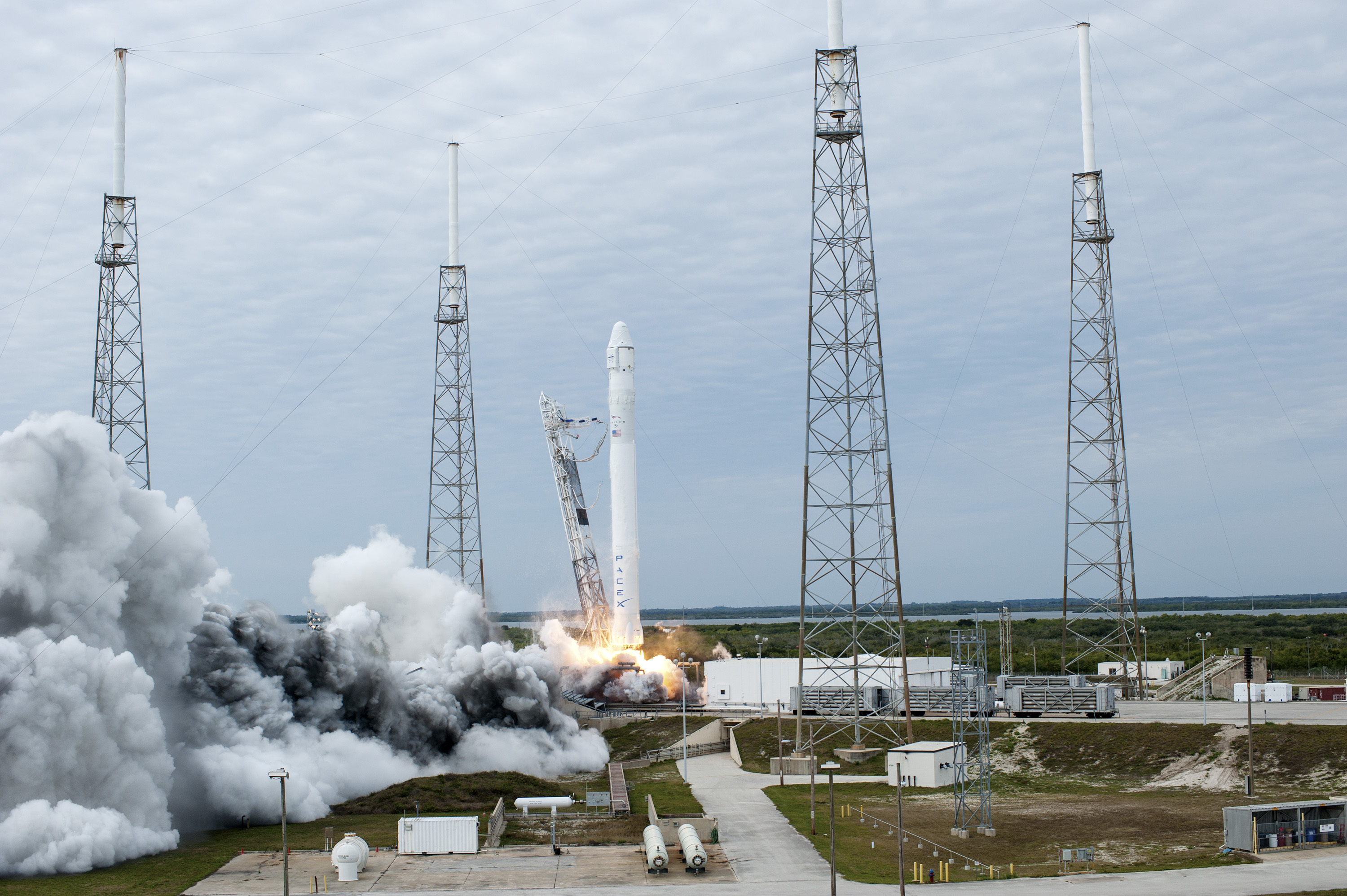
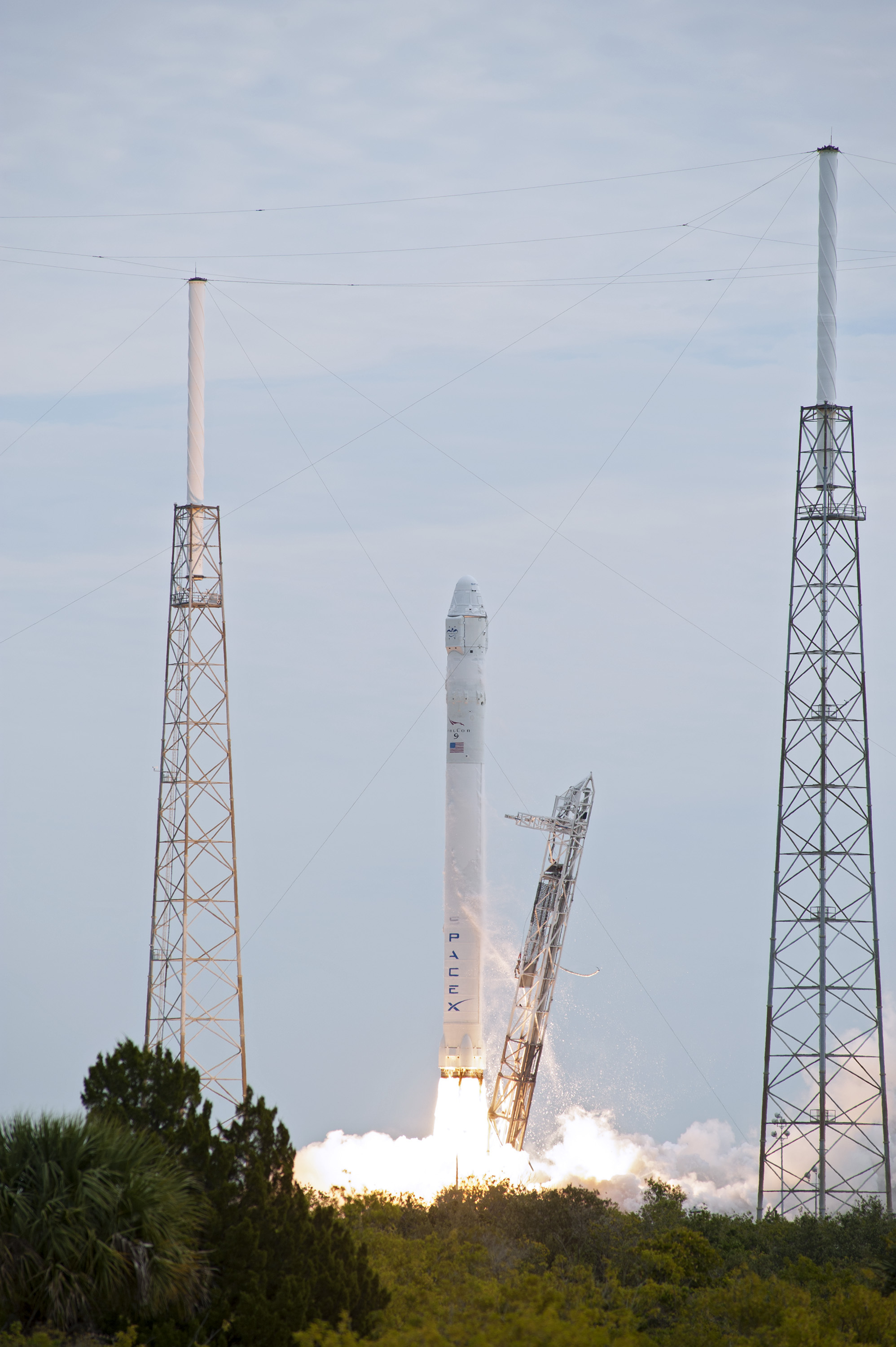
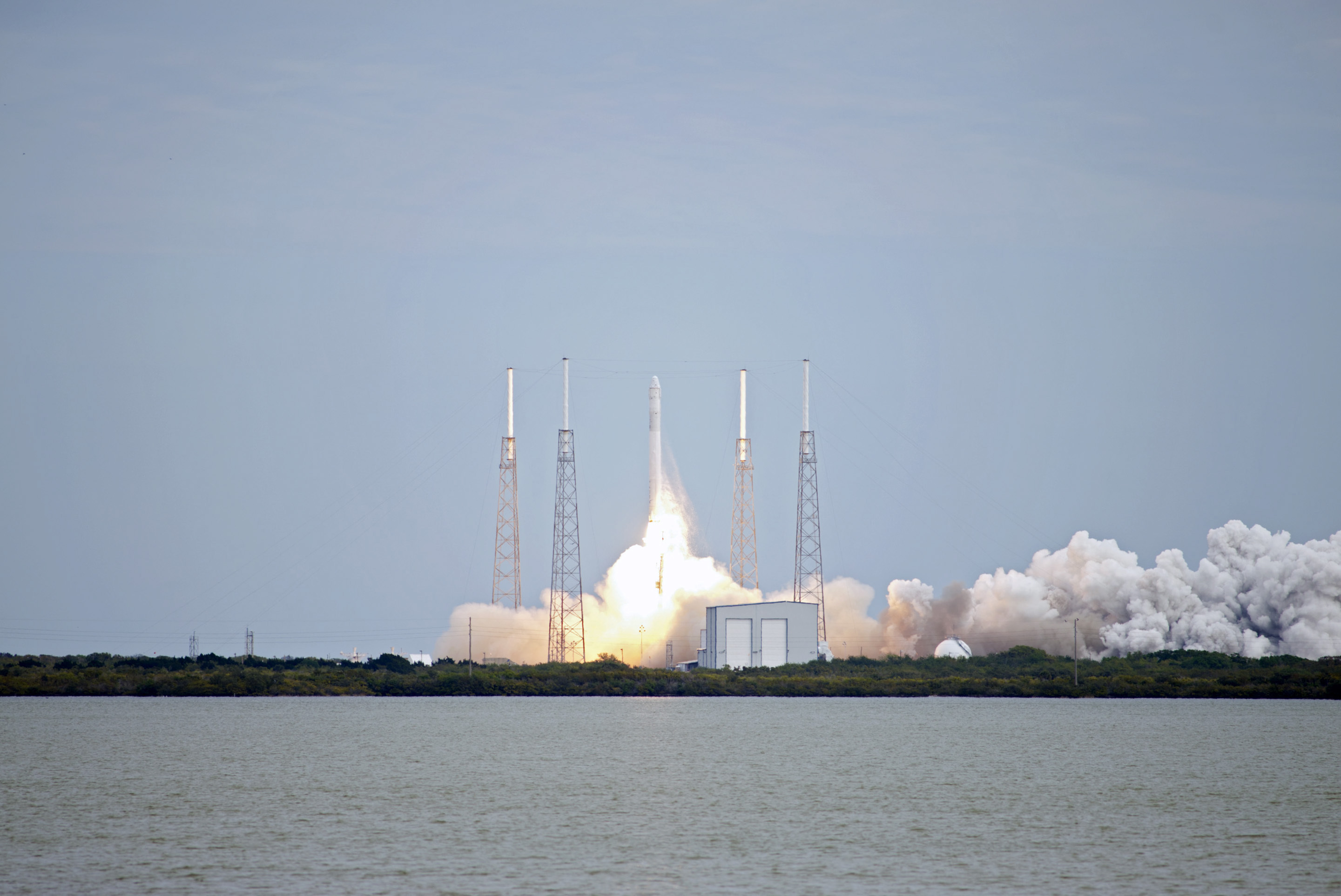
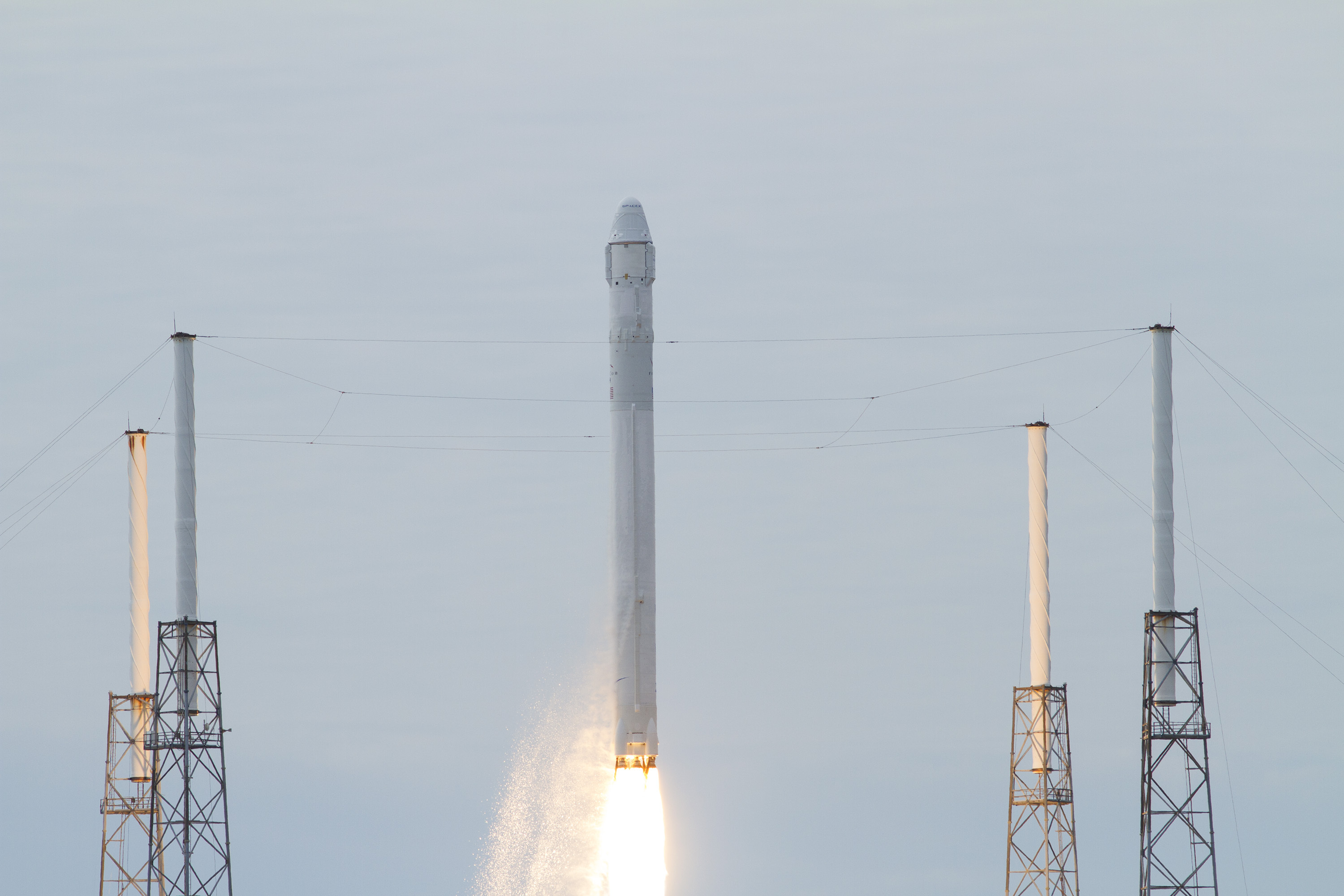
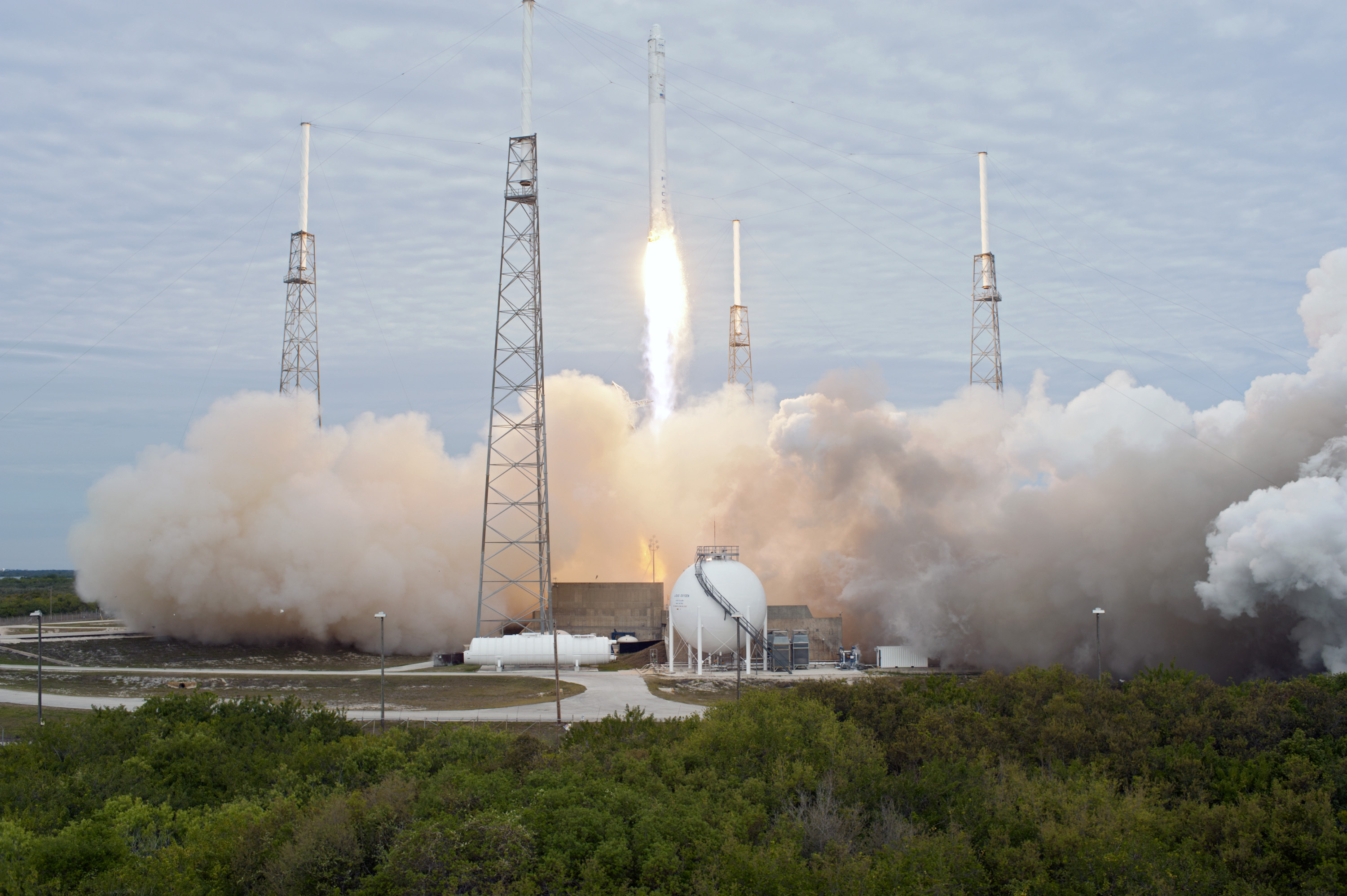
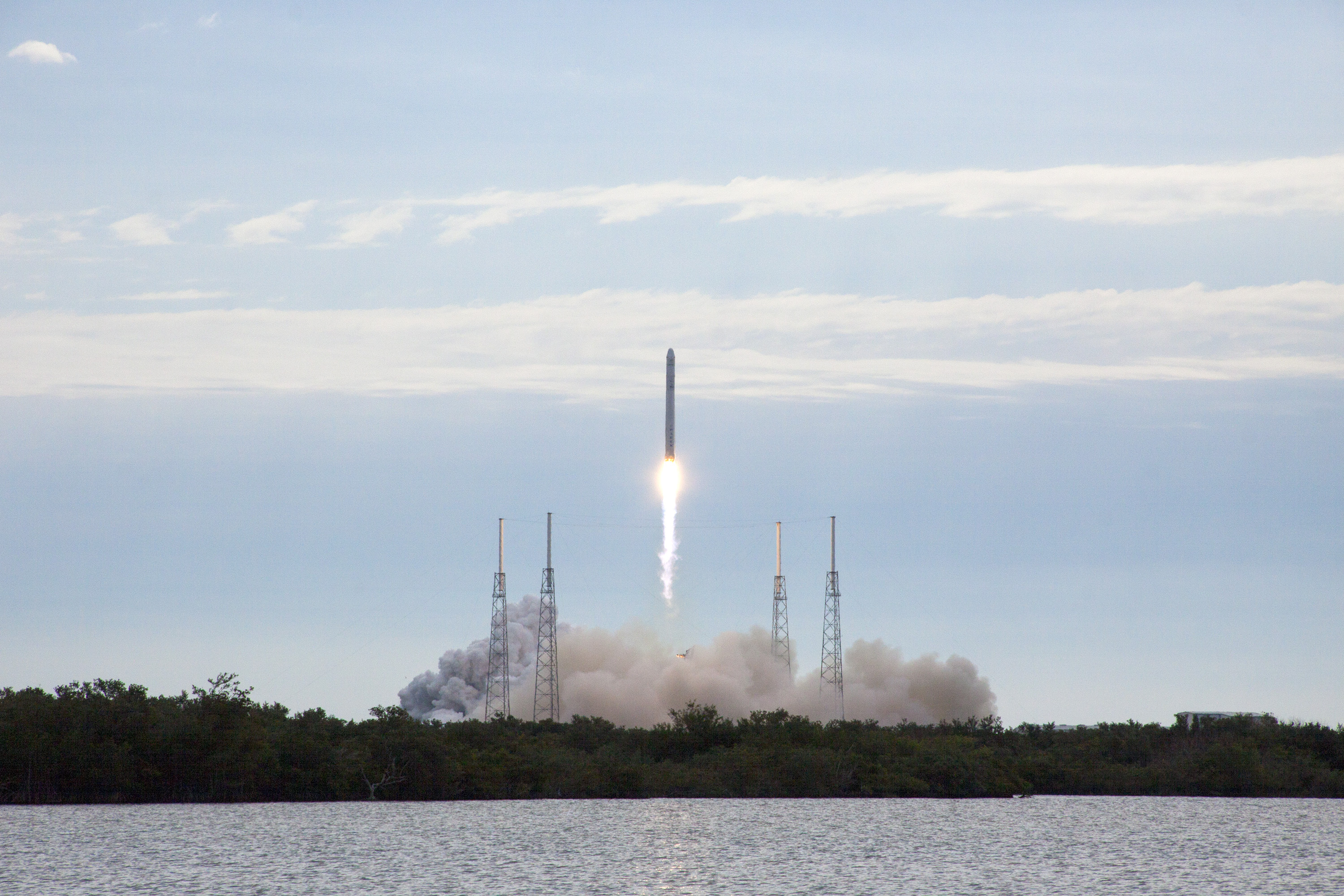
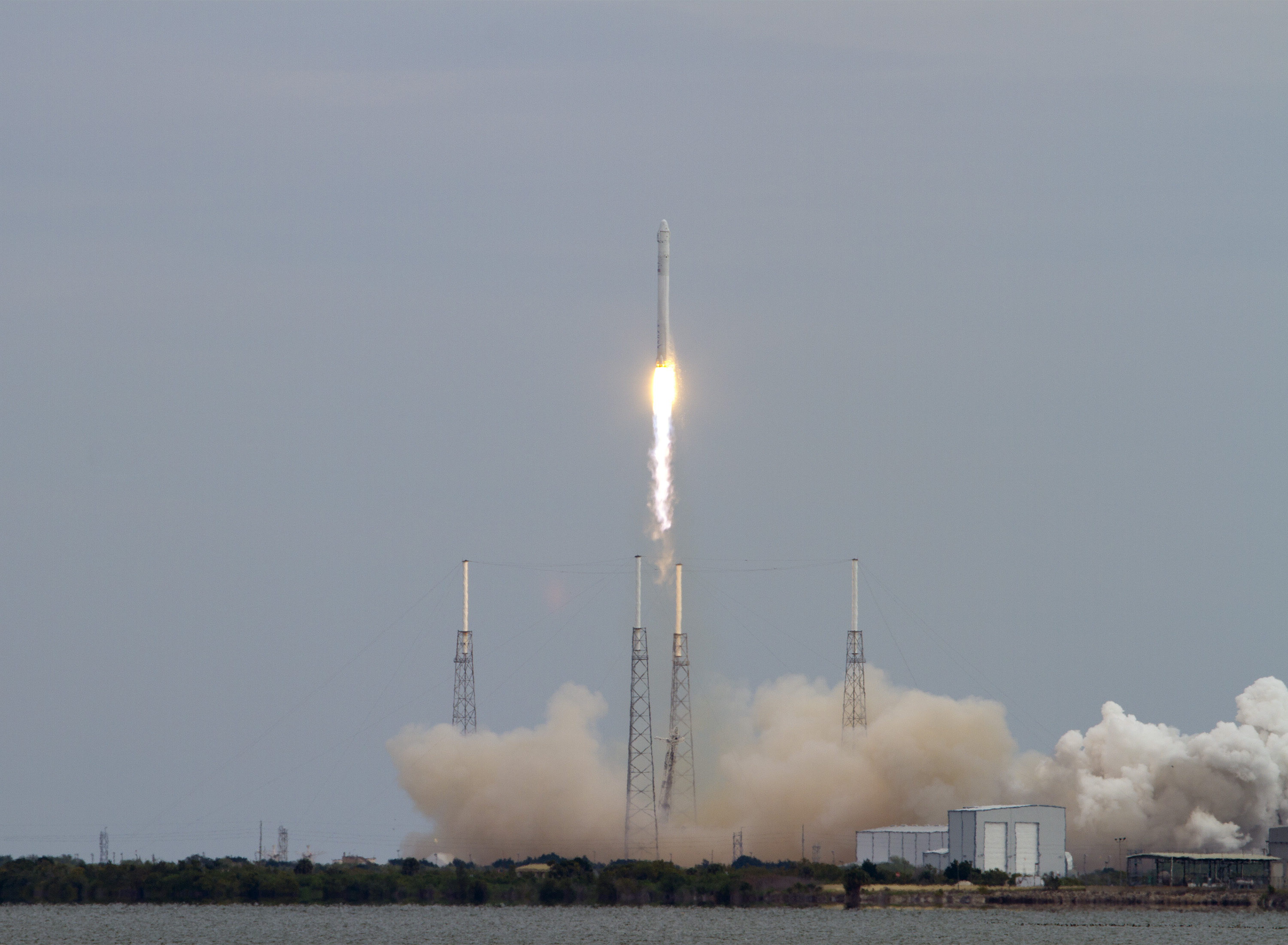
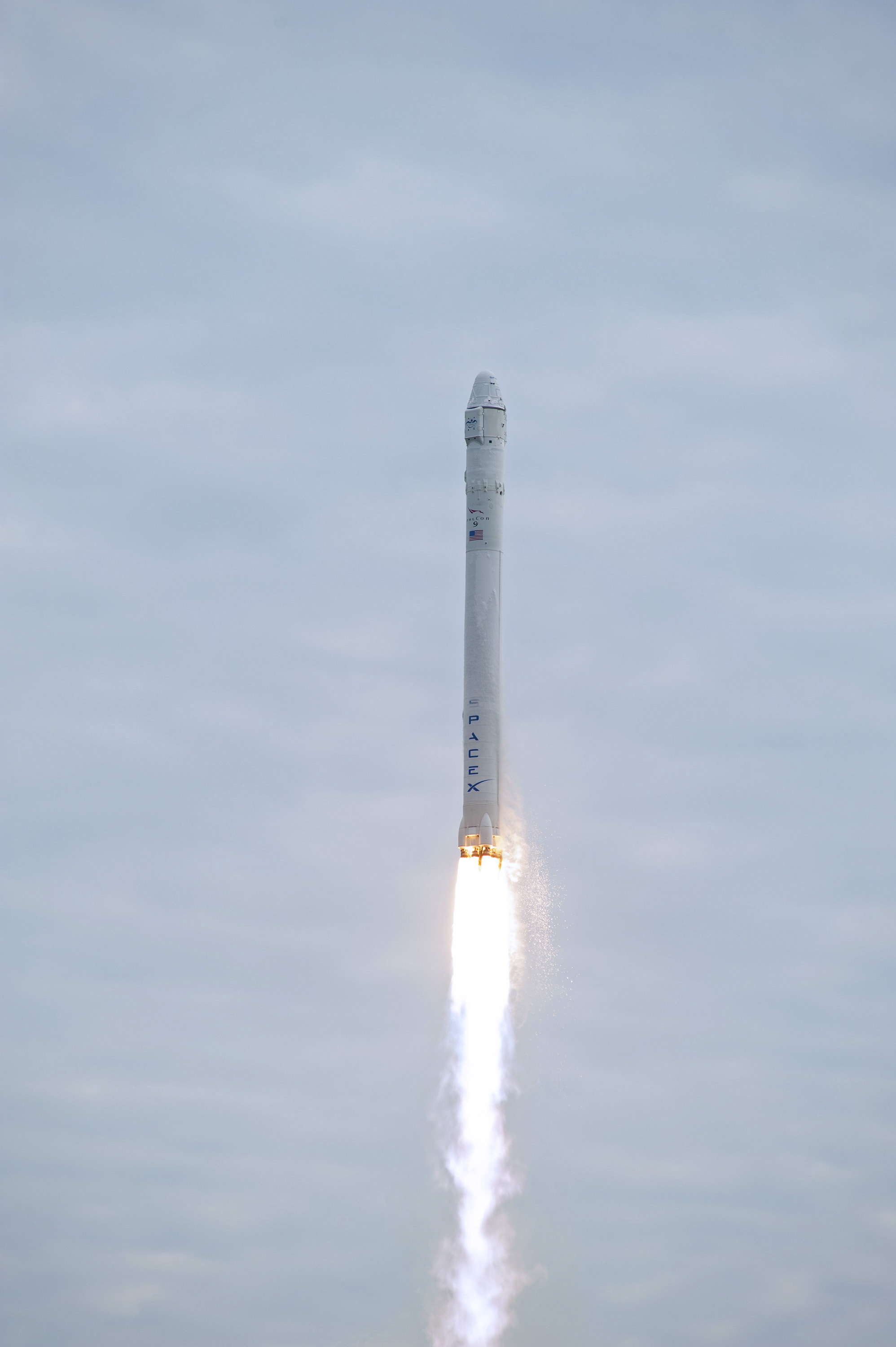
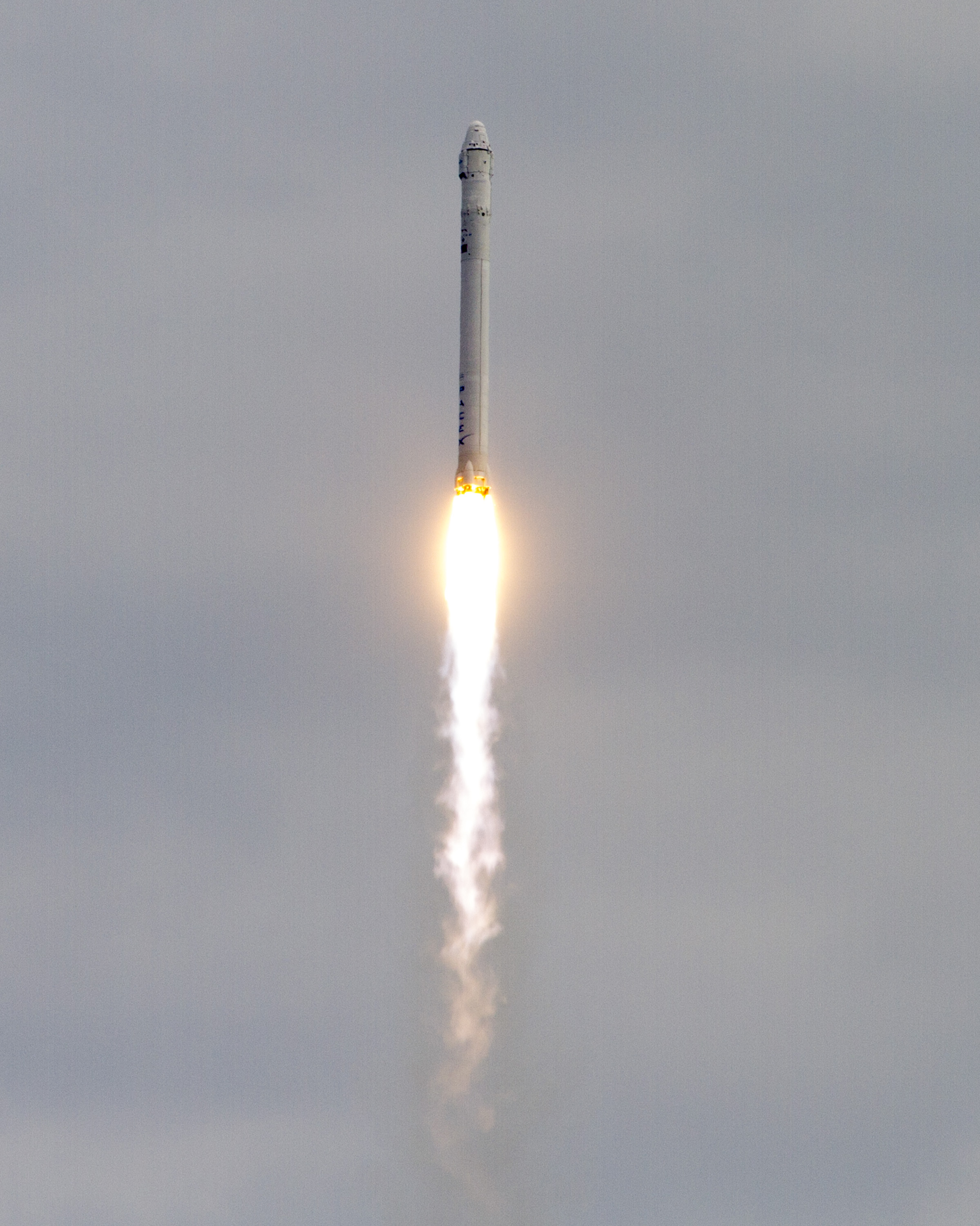
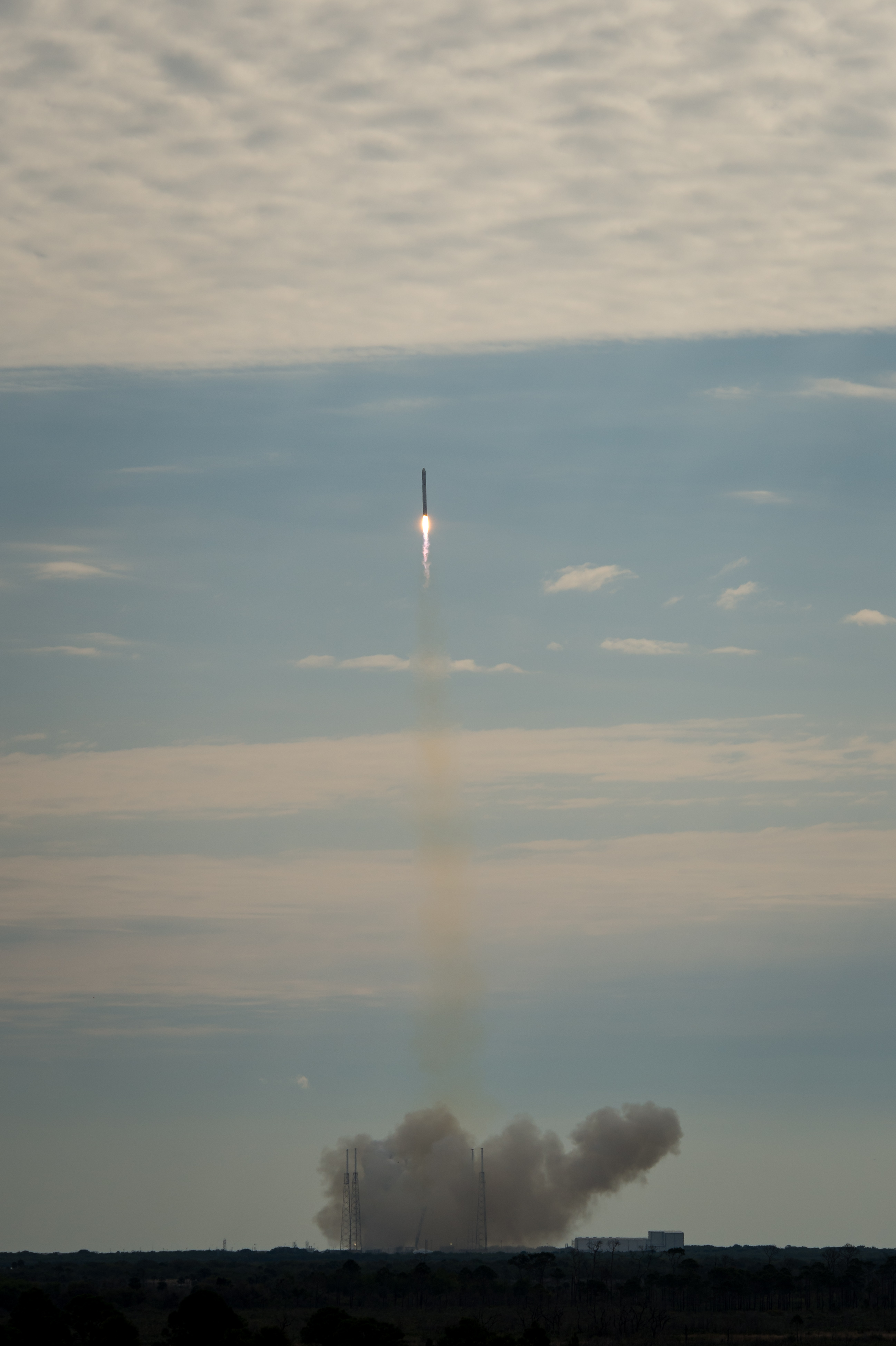
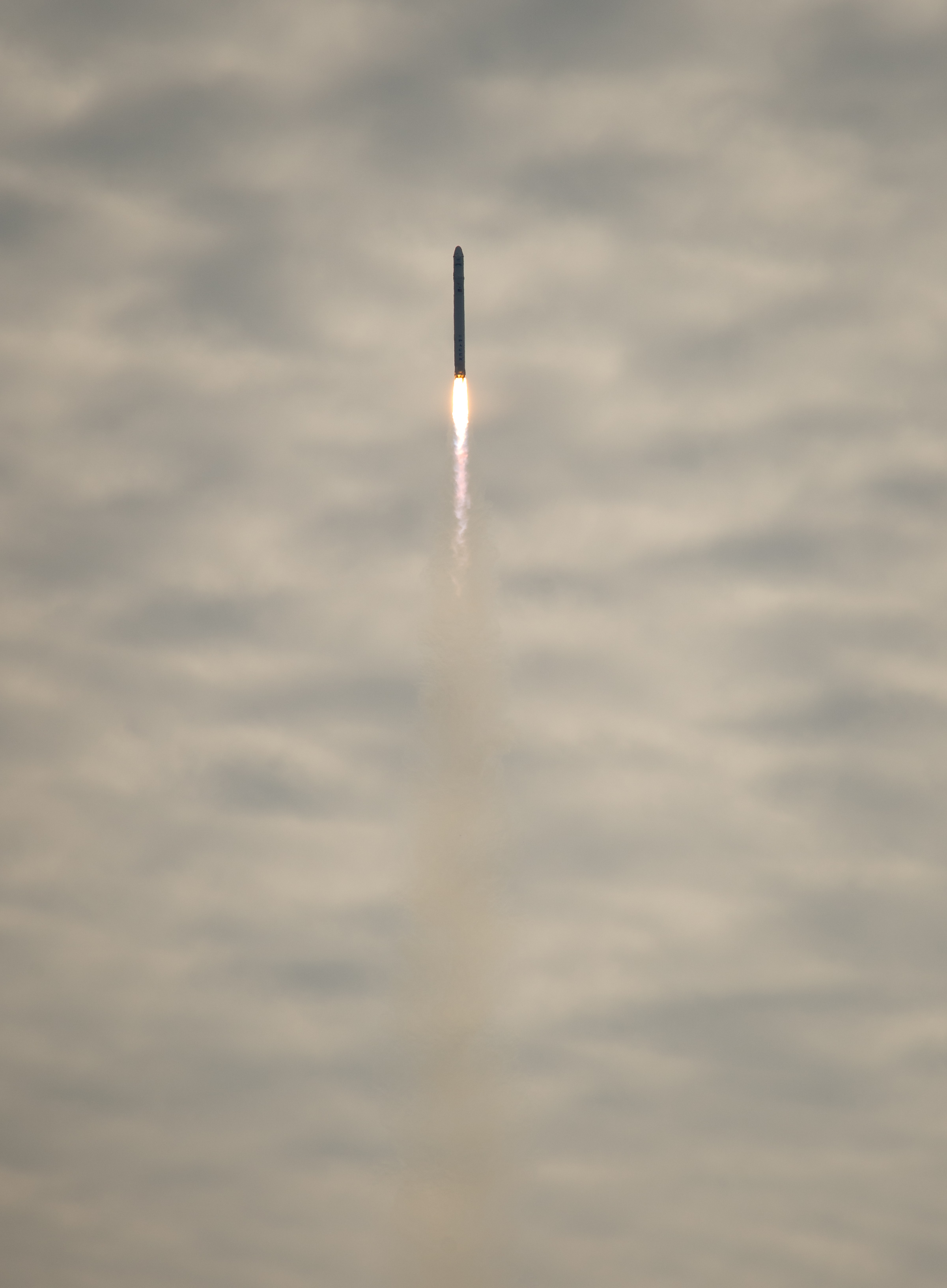
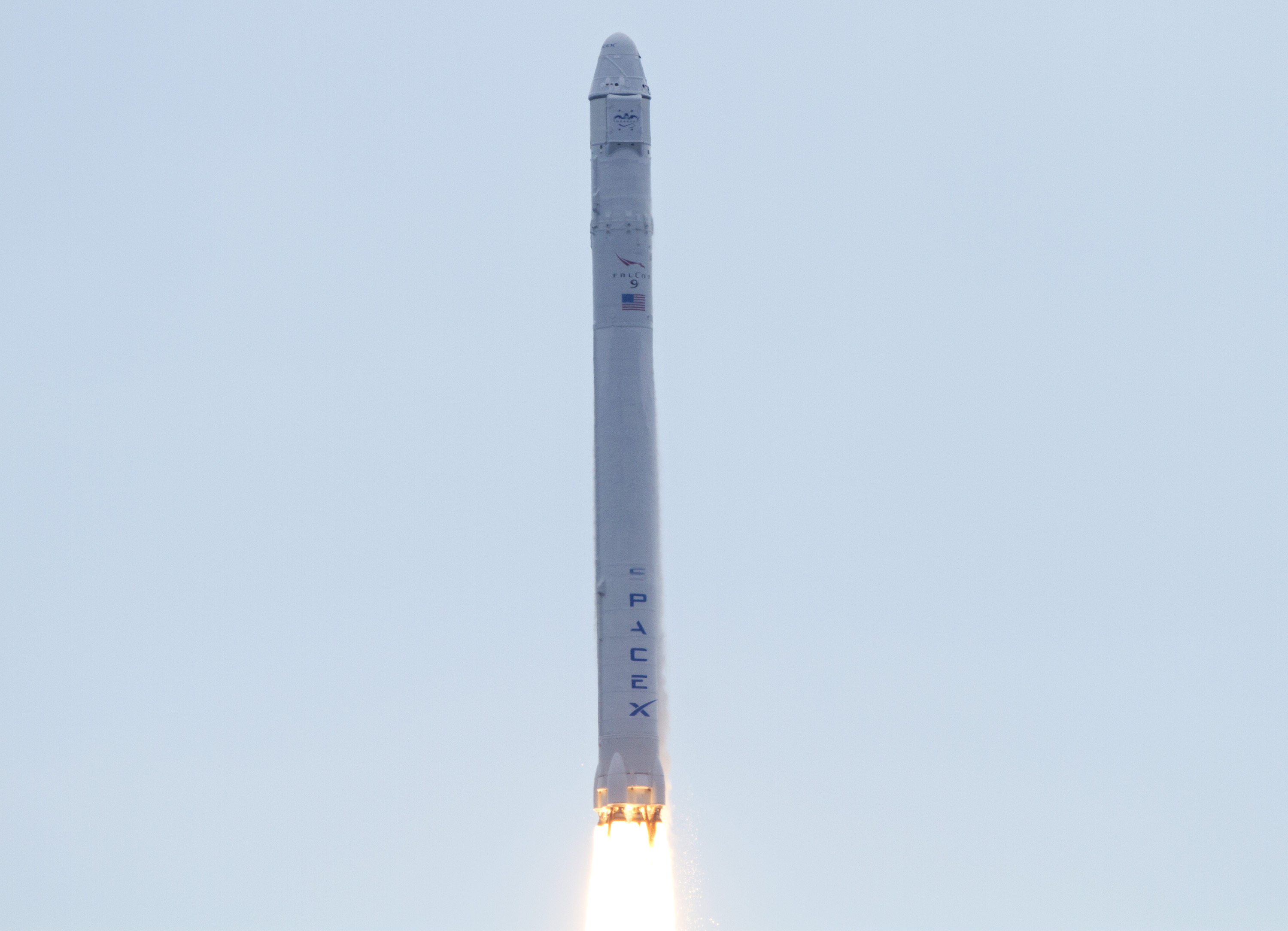
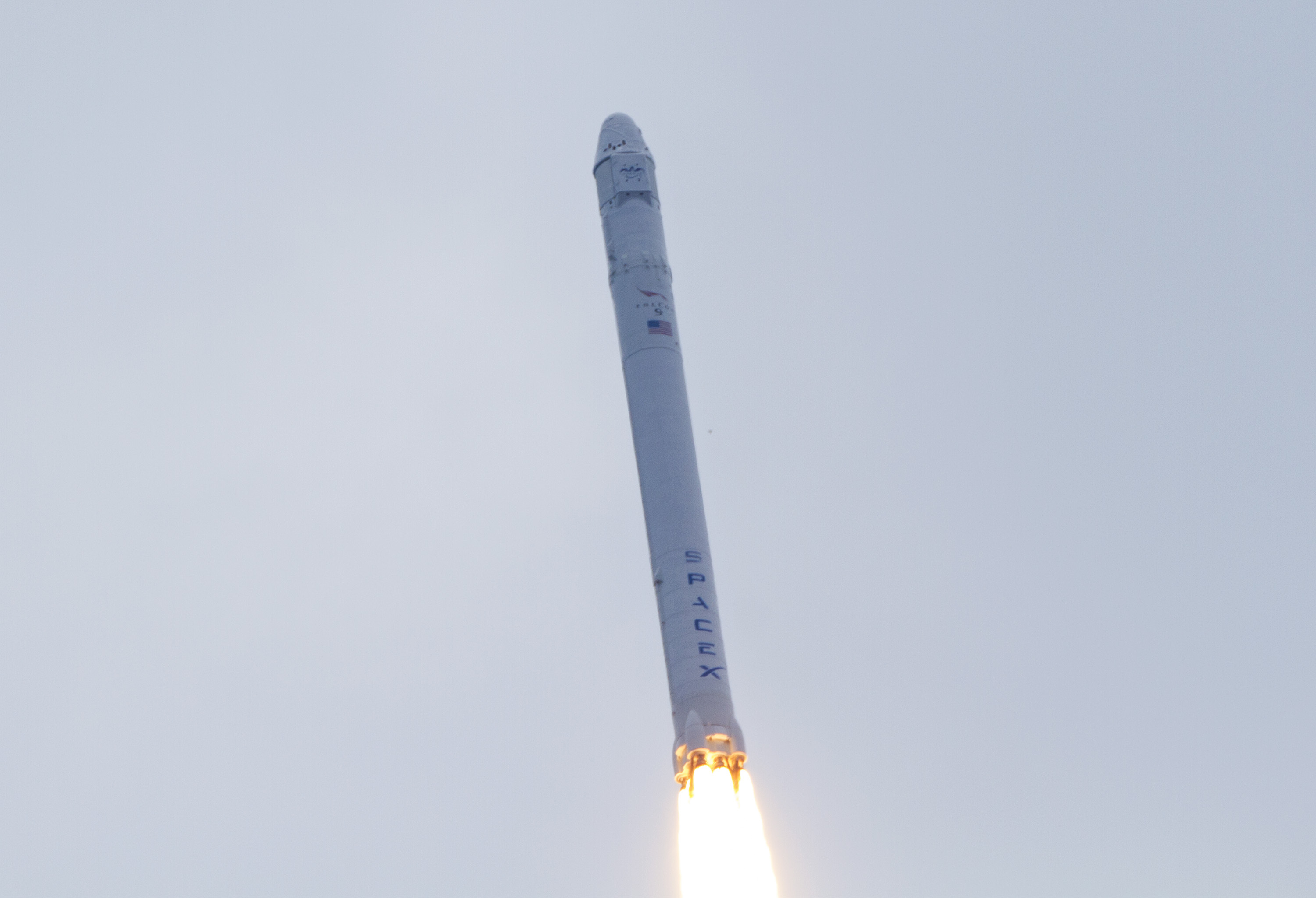